# Адамова-Ґура
Адамова-Ґура (пол. Adamowa Góra) — село в Польщі, у гміні Млодзешин Сохачевського повіту Мазовецького воєводства.
Населення — 195 осіб (2011).
У 1975-1998 роках село належало до Скерневицького воєводства.

## Демографія
Демографічна структура станом на 31 березня 2011 року:
|          | Загалом | Допрацездатний вік | Працездатний вік | Постпрацездатний вік |
| -------- | ------- | ------------------ | ---------------- | -------------------- |
| Чоловіки | 94      | 21                 | 62               | 11                   |
| Жінки    | 101     | 29                 | 53               | 19                   |
| Разом    | 195     | 50                 | 115              | 30                   |